# Ligne Shido
La ligne Shido (志度線, Shido-sen) est une ligne ferroviaire de la compagnie Kotoden située dans la préfecture de Kagawa au Japon. Elle relie la gare de Kawaramachi à Takamatsu à la gare de Kotoden-Shido à Sanuki.

## Histoire
La ligne est ouverte le 18 novembre 1911 entre Imabashi et Shido (aujourd'hui Kotoden-Shido).

## Caractéristiques

### Ligne
- longueur : 12,5 km
- écartement des voies : 1 435 mm
- électrification : 1 500 Vcc par caténaire
- nombre de voies : voie unique

### Liste des gares
La ligne comporte 16 gares. 
| Numéro | Gare               | Nom japonais | Distance (km) | Correspondances                     | Localisation |
| ------ | ------------------ | ------------ | ------------- | ----------------------------------- | ------------ |
| S00    | Kawaramachi        | 瓦町         | 0             | Kotoden : Kotohira, Nagao           | Takamatsu    |
| S01    | Imabashi           | 今橋         | 0,6           |                                     | Takamatsu    |
| S02    | Matsushima-nichome | 松島二丁目   | 1,2           |                                     | Takamatsu    |
| S03    | Oki-Matsushima     | 沖松島       | 1,9           |                                     | Takamatsu    |
| S04    | Kasugagawa         | 春日川       | 3,0           |                                     | Takamatsu    |
| S05    | Katamoto           | 潟元         | 4,3           |                                     | Takamatsu    |
| S06    | Kotoden-Yashima    | 琴電屋島     | 5,0           |                                     | Takamatsu    |
| S07    | Furu-Takamatsu     | 古高松       | 5,7           |                                     | Takamatsu    |
| S08    | Yakuri             | 八栗         | 6,7           |                                     | Takamatsu    |
| S09    | Rokumanji          | 六万寺       | 7,8           |                                     | Takamatsu    |
| S10    | Ōmachi (ja)        | 大町         | 8,7           |                                     | Takamatsu    |
| S11    | Yakuri-Shinmichi   | 八栗新道     | 9,3           | JR Shikoku : Kōtoku (à Sanuki-Mure) | Takamatsu    |
| S12    | Shioya             | 塩屋         | 10,0          |                                     | Takamatsu    |
| S13    | Fusazaki           | 房前         | 10,6          |                                     | Takamatsu    |
| S14    | Hara               | 原           | 11,5          |                                     | Takamatsu    |
| S15    | Kotoden-Shido      | 琴電志度     | 12,5          | JR Shikoku : Kōtoku (à Shido)       | Sanuki       |